# Georg Sava
Georg Sava (Bucarest, 28 luglio 1943 – Berlino, 19 luglio 2024) è stato un pianista rumeno naturalizzato tedesco.

## Biografia
Georg Sava si diplomò in pianoforte al Conservatorio Municipale di Târgu Mureș e all'Accademia di musica Gheorghe Dima di Cluj-Napoca con György Halmos. Dopo aver completato i suoi studi, divenne il suo assistente.
Nel 1977 Sava emigrò nella Repubblica Federale tedesca e lavorò come insegnante addestratore presso l'Università di Musica e Spettacolo di Stoccarda e come insegnante di pianoforte presso la Jugendmusikschule di Ludwigsburg. Nel 1979 diventò professore invitato all'Università delle Arti di Berlino fino al 1982 quando fu nominato professore. Nel 1997 fece seguito la nomina di Georg Sava come professore di pianoforte presso l'Hochschule für Musik "Hanns Eisler" di Berlino come successore di Dieter Zechlin. Nel 2012 Sava lasciò la cattedra universitaria presso l'Hochschule für Musik "Hanns Eisler" e subito dopo pose fine alla sua attività concertistica.
Tra i suoi studenti privati e universitari a Berlino ci furono vincitori di concorsi e pianisti da concerto, come Zsuzsa Bálint, Emre Elivar, Caroline Fischer, Naoko Fukumoto, Hélène Grimaud, Holger Groschopp, Cristina Marton, Tomomi Okumura, Cecilia Pillado, Dunja Robotti, Liza Stepanova e You Ji-yeoun.